# Henri Fuss
Pour les articles homonymes, voir Fuss.
Henri Fuss ou Henri Fuss-Amoré ou Henri Amoré (patronyme de sa mère), né le 4 août 1882 à Schaerbeek et mort en septembre 1964 à Bruxelles, est jusqu’à la première guerre mondiale, une figure de premier plan du mouvement syndicaliste révolutionnaire et libertaire belge.
Lors de la Première Guerre mondiale, il est l’un des signataires du Manifeste des Seize rassemblant les libertaires partisans de l'Union sacrée face à l'Allemagne.
Personnage atypique, il abandonne en 1903 de brillantes études universitaires pour entrer dans la corporation des typographes, foyer de l'anarchisme ; condamné à de la prison en 1906 comme réfractaire au service militaire, il s'engage comme volontaire dans l'armée belge en 1917 pour lutter contre « l’impérialisme allemand » ; idéologue du syndicalisme révolutionnaire au début du XXe siècle, il est un des pères fondateurs de la sécurité sociale mise en place en Belgique, dans le sillage de la résistance, après la Seconde Guerre mondiale.

## Biographie
Henri Paul Dominique Fuss est né à Schaerbeek le 4 août 1882, quatrième d’une famille de six enfants. Son père Théophile Dominique Gustave Fuss, né à Marche-en-Famenne, est avocat, conseiller communal et échevin à Schaerbeek. Sa mère, Augustine Geneviève Amoré, est une Française native de Poitiers, dont la sœur Anne Augustine épouse Paul Janson, un homme politique libéral progressiste de premier plan qui a promu le suffrage universel et une forme minimale de sécurité sociale obligatoire.
Un des frères d'Henri, Lucien Fuss, deviendra directeur du journal Le Soir. Son frère aîné, Gustave Fuss-Amoré (1877-1944), journaliste et chroniqueur littéraire, sera directeur de La Feuille littéraire. Son neveu, Robert Fuss, deviendra une des figures marquantes du mouvement maoïste en Mai 68 à Bruxelles. 
Peu après son dixième anniversaire, il est confronté à une double tragédie lorsque, le 18 octobre 1892, il perd d’abord sa mère, à peine âgée de 35 ans, et quatre mois plus tard, le 2 février 1893, son père. Son oncle par alliance Paul Janson devient son tuteur,,.
Il entreprend des études en sciences naturelles et mathématiques, ainsi que des études d’ingénieur à l’Université de Liège à la Faculté des Sciences Polytechnique. Après avoir obtenu ses diplômes de candidature avec distinction, il abandonne ses études universitaires en 1903 « afin de pouvoir vivre plus en accord avec son idéal ». Ses opinions révolutionnaires et son activité parmi les étudiants libéraux l'ont conduit, en passant par la libre-pensée rationaliste, à l'anarchisme, notamment à la suite de sa rencontre avec le géographe français et vétéran de la Commune de Paris, Élisée Reclus qui donne cours à l’Université Nouvelle de Bruxelles,.
Il étudie pour devenir imprimeur et typographe, tout en gagnant quelque argent d’appoint comme répétiteur de mathématiques pour les étudiants de l’Université de Liège. Il est toutefois surtout absorbé par ses activités au sein du mouvement anarchiste. Il se distingue dans ces cercles comme auteur et organisateur sous le nom d’Henri Fuss-Amoré ou Henri Amoré.
En 1904, édite le journal L’utopie (Forest-Bruxelles, 13 numéros du 1er novembre 1904 au 14 mars 1905) et est membre du Cercle d’Études Sociales.
En 1905, il s'engage dans le Groupement Communiste Libertaire (GCL) initié par Georges Thonar et est responsable de la section de Liège.

### La Confédération Générale du Travail (belge)

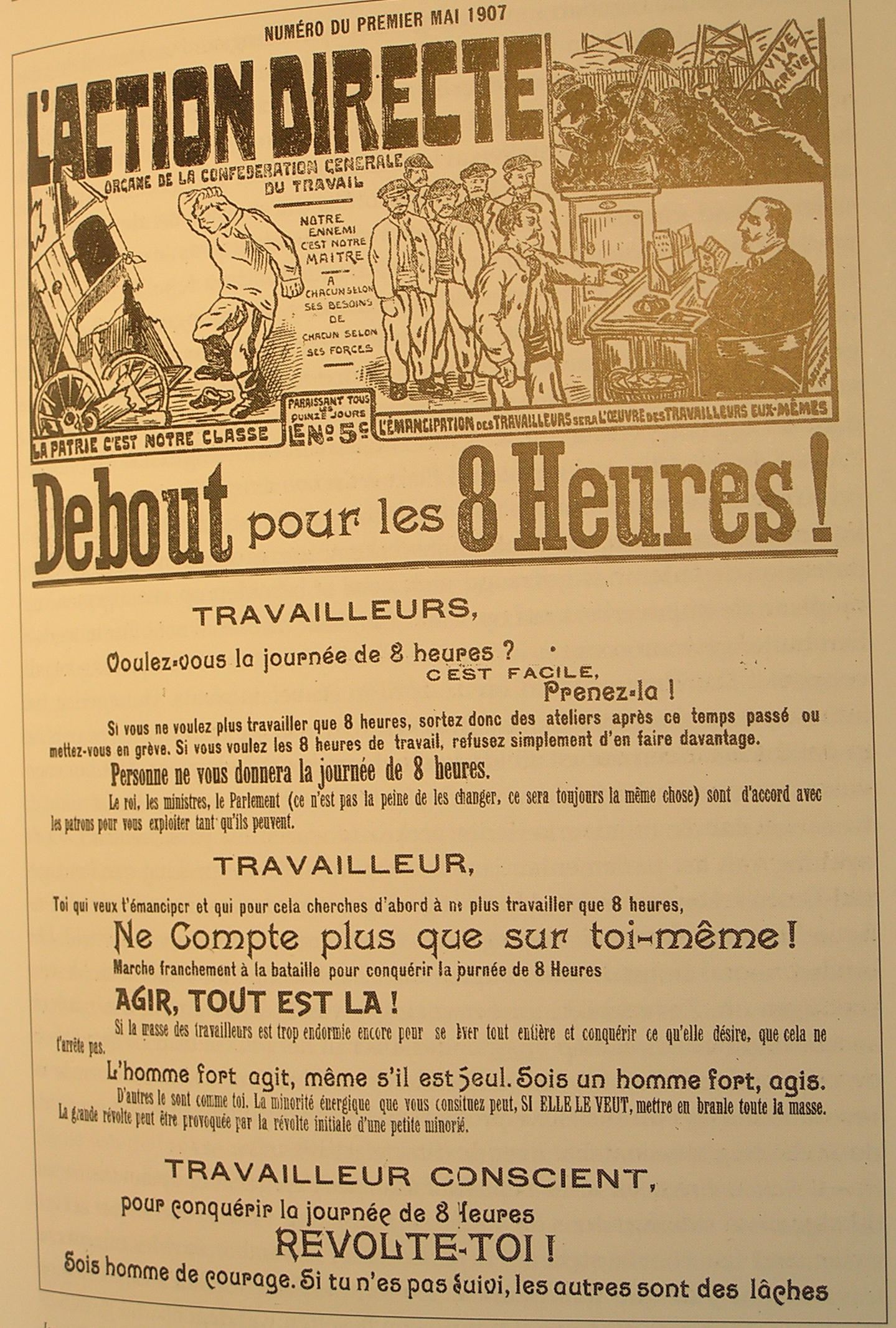
L'Action directe, 1er mai 1907.

Le 16 juillet 1905, parait à Gilly (Belgique) le premier numéro du journal L’Action Directe, « organe des travailleurs » puis « organe de la Confédération générale du travail » puis « organe de propagande syndicaliste révolutionnaire ». À partir de juin 1907, Henri Fuss lui succède à la tête du journal qui est à la fois un outil de propagande et un centre de ralliement autour duquel se regroupent des syndicats de Charleroi et de Liège qui se réclament de l'action directe.
Les 11 et 12 juin 1905 à Charleroi, un congrès syndicaliste révolutionnaire rassemble les délégués de 24 localités, principalement dans le Hainaut, mais aussi des Gantois, des Bruxellois et des Liégeois, mineurs, verriers, typographes, menuisiers, métallurgistes et peintres. Le congrès décide le principe de la création d'une Confédération Générale du Travail,. Suivant le modèle de la CGT française, il s’agit pour la nouvelle Confédération de réunir tous les métiers dans une seule entente de manière à créer un syndicat antipolitique capable de réaliser la grève générale révolutionnaire. Son but est la suppression du salariat. Mais à l’inverse de la France tardivement industrialisée mais où les groupements ouvriers étaient nourris d’une tradition révolutionnaire, la Belgique, et en particulier les bassins industriels wallons, ont connu la première révolution industrielle du continent mais un mouvement ouvrier qui s’organise de manière tardive. Le particularisme local et professionnel régnait et les effectifs syndicaux étaient très réduits.
Le 28 janvier 1906 à Bruxelles, se tient le congrès constitutif de la nouvelle organisation, congrès préparé par l'Union des Travailleurs bruxellois fondée par Henri Fuss et à laquelle s'associent notamment Georges Thonar et Émile Chapelier. La CGT belge prend de l'extension dans les années suivantes mais son journal, L'action directe et certains de ses membres sont poursuivis par la justice à plusieurs reprises, notamment à cause de leurs positions antimilitaristes ou de leur participation aux grèves. Ces poursuites ont pour conséquence de priver le mouvement de ses militants les plus importants.
La CGT (belge) naissante s'unit aux syndicats indépendants dans un nouvel organisme, la Confédération Syndicale Belge. Comme l'explique Henri Fuss, les syndicalistes révolutionnaires affirment « bien nette la nécessité d'un mouvement syndical autonome pratiquant la lutte de classe et poursuivant l'émancipation des travailleurs par les travailleurs eux-mêmes », mais ils n'avaient pas « la prétention de vouloir diriger le mouvement ouvrier ; ils ne cherchent pas à créer des syndicats anarchistes ; ils ne veulent pas diviser la classe ouvrière en groupements d'opinion divers, ils veulent l'union des travailleurs dans la lutte de classes, ils veulent simplement, mais résolument participer à celle-ci en lutteurs dévoués jusqu'au bout, propager par leur exemple l'esprit de révolte le plus audacieux et orienter ainsi les masses ouvrières par les chemins les plus directs à quoi tout homme aspire, du communisme et de l'anarchie ».

## Antimilitariste
Le 22 janvier 1906 à l’occasion de l’anniversaire de la Révolution russe de 1905, il est signalé comme participant à une manifestation « à la tête d’une quarantaine de jeunes gardes socialistes et se fit remarquer par la violence de ses cris hostiles contre le tsar et la police »,.
Le 20 mars il préside une réunion antimilitariste à Bruxelles et y prend la parole ce qui lui vaut d’être perquisitionné,.
Le 31 mars, il est condamné à 3 mois de prison par la cour d’assises du Hainaut pour l’article « Paroles de révolte et d’espoir » paru dans L’action Directe no 2 (1er février 1906) dans lequel il « En admettant que vos frères se révoltent et que des soldats wallons soient envoyés en Flandre et vice versa, ces soldats devront, au moment où ils recevront l’ordre de tirer, penser à leurs frères, et tirer... sur leurs officiers. Un jour viendra où les ouvriers dirigeront contre la bourgeoisie les armes qu’elle leur avait si imprudemment confiées »,.  « Paroles de révolte et d’espoir », dira-t-il plus tard. Louis de Brouckère, condamné lui-même pour une tirade antimilitariste en 1896, et Georges Dwelshauvers, tous deux professeurs à l’Université nouvelle de Bruxelles, « d’anciens condisciples devenus ingénieurs » (sans doute Emile Allard et François Bouny), prennent sa défense en tant que témoins de moralité. Il est soutenu dans la salle par Raymond Limbosch, de « jeunes socialistes » de Bruxelles et « un groupe d’étudiants d’Europe orientale, dont la plupart étaient des juifs russes » (d’après le rapport de police). On reconnaît là, notamment la famille Alter dont les deux frères Isaac et Wiktor, bundistes, et les sœurs, Estera, la première, épouse de Boris (Boleslaw) Iwinski, également bundiste, Sara et Freida qui épouseront Émile Allard et Henri Fuss . Les quatre premiers, étudiants à Bruxelles et Liège, étaient rentrés à Varsovie (janvier-octobre) pour participer aux événements de 1905 et revenus en Belgique, avec Freida, en raison de l’échec du mouvement en octobre. Henri Fuss est condamné à trois mois d’emprisonnement qu’il purge à la prison de Saint-Gilles (Bruxelles),.
Le procès et la condamnation sont à l’origine de quelques meetings anarchistes de protestation à Charleroi et à Bruxelles. Par ailleurs, il subit aussi une courte peine de prison à la suite d'une condamnation pour refus d’effectuer son service militaire.
Au congrès de juin 1906 de la fédération de Liège de la CGT (belge), il propose que les groupes antimilitaristes soient partie intégrante de l’organisation syndicale ainsi que la création d’une caisse antimilitariste distincte.

## Le Congrès anarchiste international d'Amsterdam
A l’automne 1906 et en prévision du Congrès anarchiste international d'Amsterdam qui soit se tenir à l’été 1907, il lance avec Georges Thonar le Bulletin de l’Internationale Libertaire (Herstal-Liège, 5 numéros et un supplément d’octobre 1906 à juillet 1907) favorable à la création d’une Internationale anarchiste. Il est l’administrateur du journal tandis que Georges Thonar en est le secrétaire de rédaction.
Il participe au Congrès au sein d'une importante délégation belge dont Georges Thonar (Liège), Émile Chapelier (Boitsfort), Segher Rabauw et Samson (Anvers), Janssen et Heiman (Gand), Schouteten (Bruxelles), Hamburger, Willems. Le Groupement communiste libertaire y intervient notamment dans le débat sur l’organisation. Il y rencontre Pierre Monatte.
Il est élu président du Congrès anarchiste, dont il est l’un des initiateurs. Il ressort des comptes rendus que, pendant les interminables exposés théoriques et les coupures de cheveux en quatre, il s’est écrié qu’il « n’est pas venu à Amsterdam pour parler mais pour organiser ».
Il y prend la parole en ces termes : « Nous luttons contre la bourgeoisie, c'est-à-dire contre le capital et contre l'autorité. C'est là la lutte de classe; mais à la différence des luttes politiques, celle-ci s'exerce essentiellement sur le terrain économique, autour de ces ateliers qu'il s'agira de reprendre demain. Le temps n'est plus où la révolution consistait à mettre la main sur quelques hôtels-de-ville et à décréter, du haut d'un balcon, la société nouvelle. La révolution sociale à laquelle nous marchons consistera dans l'expropriation d'une classe. Dès lors, l'unité de combat n'est plus, comme autrefois, le groupe d'opinion, mais le groupe professionnel, union ouvrière ou syndicat. Celui-ci est l'organe le mieux approprié à la lutte de classe. L'essentiel est de l'orienter progressivement vers la grève générale expropriatrice, et c'est à quoi nous convions les camarades de tous les pays. », Une motion en ce sens est approuvée par le Congrès.

## L'Association internationale pour la lutte contre le chômage
En 1910, il s’installe à Paris et reste actif comme journaliste dans le mouvement anarchiste, ce qui ne l’empêche pas entre-temps de terminer ses études de juriste à la Faculté de Paris. C’est également à cette époque qu’il se découvre une nouvelle vocation : lutter contre le chômage et combattre en faveur d’une assurance-chômage. La même année, il devient secrétaire de la Conférence Internationale sur le chômage qui se tient à Paris à la Sorbonne et qui aboutit à la fondation de l’Association internationale pour la lutte contre le chômage. Il en devient secrétaire et secrétaire de rédaction de sa revue trimestrielle. Durant cette période parisienne, il héberge une doctoresse polonaise, Frania Alden, qu’il épouse le 25 mai 1912 en France. Elle devient sa collaboratrice ainsi que la mère de sa fille Mimi.

## Le Manifeste des Seize
En 1916, il est parmi les signataires du Manifeste des Seize rédigé par Pierre Kropotkine et Jean Grave qui prend parti pour le camp des Alliés et contre l’agression allemande lors de la Première Guerre mondiale. Il appelle à soutenir la Belgique occupée et ravagée parce que « l’impérialisme allemand représente une menace pour la classe ouvrière ».
En 1917, alors âgé de 35 ans, il joint l’acte à la parole et s’engage comme volontaire de guerre auprès de l’armée belge et effectue un service actif sur le front. Le 1er février 1919, il est démobilisé avec le grade « d’adjudant aspirant sous-lieutenant » de l’artillerie.

## Résistant anti-nazi
Après guerre, Henri Fuss fait une brillante carrière au Ministère du travail tout en gardant quelques amitiés dans le mouvement libertaire puisqu’il collabore à L’Emancipateur de Camille Mattart (Flemalle Grande, 1928-1936).
Quand éclate la Seconde Guerre mondiale, il part pour la France. Après la capitulation du 22 juin 1940, il décide de revenir à Bruxelles, où il est immédiatement démis de ses fonctions par l’occupant allemand. Il rejoint la clandestinité et est notamment chargé de la direction du bureau d’études du Parti des Ouvriers de Belgique (POB) clandestin.
Il s’implique également comme auteur, généralement sous le nom de Paul Dominique, et comme rédacteur pour la presse clandestine. Ses articles sont publiés entre autres dans « Le Clandestin », « L’Espoir », « Le Peuple », « Belgique Nouvelle », « Vaincre », « Combat », mais aussi dans les journaux néerlandophones « Morgenrood », « Bevrijding », « De Werkers », etc. Il contribue également à la sortie du « Faux Soir », une version du Soir publiée par la Résistance, qui paraît le 9 novembre 1943. Il participe encore au titre de conseiller et de coordinateur à divers groupes de résistants, tels que le Front de l'Indépendance. Il devient par ailleurs un important pivot du Réseau Socrate, qui soutenait notamment les réfractaires au service du travail obligatoire en Allemagne.
Via le service d’informations Marc, il reste également en contact avec Londres. Les agents parachutés au-dessus de la Belgique ou entrés clandestinement lui demandent régulièrement des renseignements. En septembre 1943, le Gouvernement en exil lui fait passer en fraude par l’entremise d’un certain monsieur Coyette un montant de six millions de francs en billets de 10.000, le priant d’utiliser cette somme pour aider les familles des syndicalistes emprisonnés et des syndicats illégaux en général. Quelques jours plus tard, il transmet la moitié de cette somme en présence de Louis Major et d’Achille Van Acker au syndicat socialiste et l’autre moitié à Henri Pauwels du Syndicat catholique. Le Gouvernement en exil lui demande également de venir à Londres, mais il déclare pouvoir se rendre plus utile en Belgique.

## Directeur général du Ministère du Travail et de la Prévoyance Sociale
Après la Seconde Guerre mondiale, comme directeur général du Ministère du Travail et de la Prévoyance Sociale, il coordonne toutes les activités du département relatives à l’organisation concrète de la sécurité sociale. En 1946, il est nommé, jusqu’à son départ à la retraite en septembre 1947, au poste de secrétaire général du Ministère du Travail et de la Prévoyance Sociale. En 1947, il préside le Conseil Paritaire Général, auquel succédera en 1952 le Conseil national du Travail. Il est également nommé président du Conseil d’administration de l’Office National de Sécurité Sociale, président du Fonds d’aide aux chômeurs, président de la Caisse de compensation pour allocations familiales.

## Œuvres
- Syndicalisme et anarchie : Le mouvement révolutionnaire, L'Insurgé, 22 décembre 1907.
- Les Actions du Travail, La Vie Ouvrière, 5 avril 1910[21].
- Avec Louis de Brouckère, Centralisme ou fédéralisme compte-rendu sténographié des discours prononcés le 31 décembre 1911 à La Populaire, Union des Syndicats de la Province de Liège, 1912[22].
- Création d'une Confédération Syndicale Belge, La Vie Ouvrière, 5 novembre 1913.
- Rapport du Commissaire Royal pour le problème du chômage. L’Organisation de l’assurance obligatoire contre le chômage, Bruxelles, 1938.
- Sous le pseudonyme clandestin de Paul Dominique, La sécurité sociale, base fondamentale de la paix, Alerte, 9 novembre 1944, texte intégral.
- Gagner la guerre, gagner la paix par la justice sociale, Alerte, 1944.
- La genèse clandestine de la sécurité sociale en Belgique, 1958.

## Notices
- Dictionnaire des anarchistes, « Le Maitron » :  notice biographique.
- Dictionnaire international des militants anarchistes : notice biographique.
- Dictionnaire biographique du mouvement ouvrier " Le Maitron": notice biographique
- Biographie Nationale, Tome 40, 300-304: notice biographique
- Fonds Jan Pellering : notice biographique.
- Centre International de Recherches sur l'Anarchisme (Lausanne) : notice bibliographique.
- René Bianco, 100 ans de presse anarchiste : Henri Fuss-Amoré.
- René Bianco, 100 ans de presse anarchiste : Henri Amoré.